# Selaginella moritziana
Selaginella moritziana là một loài dương xỉ trong họ Selaginellaceae. Loài này được Spring ex Klotzsch mô tả khoa học đầu tiên năm 1847.